# A Talk
Albums de Hyuna
Melting
(2012) A+
(2015)
Singles
1. Blacklist
Sortie : 21 juillet 2014
2. Red
Sortie : 28 juillet 2014

A Talk est le troisième mini-album de la chanteuse sud-coréenne Hyuna. Il est sorti le 28 juillet 2014 avec comme titre promotionnel "Red".

## Promotion
Le 26 juin 2014, Cube Entertainment annonce que Hyuna sort prochainement son troisième EP solo. Le documentaire Hyuna’s Free Month est produit pour montrer les préparations et les activités promotionnelles liées à la sortie de l'album,. 
Le 15 juillet, le nom du documentaire devient Sexy Queen ; le premier épisode est diffusé le 21 juillet sur SBS MTV.
Hyuna chante le titre-phare de l'EP "Red" (빨개요; Ppalgaeyo) et une autre piste de l'album "Blacklist" sur les programmes de classement musicaux à partir de 25 juillet au Music Bank de KBS, ainsi qu'au Show! Music Core, Inkigayo et le M! Countdown.

## Liste des pistes
| No | Titre                                                                                  | Auteur                         | Producteur(s)                         | Durée |
| -- | -------------------------------------------------------------------------------------- | ------------------------------ | ------------------------------------- | ----- |
| 1. | A Talk                                                                                 | Hyuna, Seo Jae-woo, Astroz     | Seo Jae-woo, Astroz                   | 01:26 |
| 2. | French Kiss                                                                            | Brian Lee, Kim Tae-ho, LE      | Brian Lee, Im Kwang-wook, Seo Jae-woo | 03:12 |
| 3. | Red (빨개요; Ppalgaeyo)                                                                | Seo Jae-woo, BlueSun, Socrates | Seo Jae-woo, Kim Tae-ho               | 03:33 |
| 4. | From Where and Until Where (avec Yang Yoseob) (어디부터 어디까지; Eodibuteo Eodikkaji) | Hyuna, Im Hyun-sik             | Im Hyun-sik                           | 03:23 |
| 5. | Blacklist (feat. LE)                                                                   | Hyuna, LE                      | Seo Jae-woo, Kim Tae-ho               | 03:32 |

| 1. | A Talk                                  | Hyuna, Seo Jae-woo, Astroz     | Seo Jae-woo, Astroz                   | 01:26 |
| 2. | French Kiss                             | Brian Lee, Kim Tae-ho, LE      | Brian Lee, Im Kwang-wook, Seo Jae-woo | 03:12 |
| 3. | Red (빨개요; Ppalgaeyo)                 | Seo Jae-woo, BlueSun, Socrates | Seo Jae-woo, Kim Tae-ho               | 03:33 |
| 4. | Blacklist (Censored version) (feat. LE) | Hyuna, LE                      | Seo Jae-woo, Kim Tae-ho               | 02:56 |

| 1. | Red (music video)     |  |  |  |
| 2. | Red (making off)      |  |  |  |
| 3. | A Talk (Album making) |  |  |  |

## Classement
| Classement                | Meilleure position |
| ------------------------- | ------------------ |
| Gaon Weekly albums chart  | 3                  |
| Gaon Monthly albums chart | 17                 |

### Ventes et certifications
| Classement            | Quantité      |
| --------------------- | ------------- |
| Gaon physical sales   | Plus de 8 000 |
| Oricon physical sales | Plus de 1 500 |